# آرکاس اسپور
آرکاس اسپور (انگلیسی: Arkas Spor) یک تیم والیبال حرفه‌ای مستقر در ازمیر، ترکیه است. این تیم در لیگ برتر والیبال ترکیه و در لیگ قهرمانان والیبال اروپا ایفا نقش می‌کند.اصغر نائینی هم اکنون عضو این تیم است.